# Gastropholis prasina
Gastropholis prasina es una especie de lagarto de la familia Lacertidae.

## Distribución
Habita en el noreste de Tanzania y el sureste de Kenia.